# 십육진법
십육진법(十六進法, hexadecimal)은 십육을 밑으로 하는 기수법이다.
보통 0부터 9까지의 수와 A에서 F까지의 로마 문자를 사용하고, 이때 대소문자는 구별하지 않는다. 이진법 표기의 4자리와 십육진법 한 자리가 일대일 대응하며, 이진수가 많이 쓰이는 컴퓨터에서 이진수를 대신해 많이 쓰이고 있다.
1바이트는 8비트, 즉 이진수 8자리이므로, 십육진수 두 자리로 표현할 수 있다.

## 표기
|  |      |   |       |   |       |  |   |   |   |   |  |
|  | 0hex | = | 0dec  | = | 0oct  |  | 0 | 0 | 0 | 0 |  |
|  | 1hex | = | 1dec  | = | 1oct  |  | 0 | 0 | 0 | 1 |  |
|  | 2hex | = | 2dec  | = | 2oct  |  | 0 | 0 | 1 | 0 |  |
|  | 3hex | = | 3dec  | = | 3oct  |  | 0 | 0 | 1 | 1 |  |
|  |      |   |       |   |       |  |   |   |   |   |  |
|  | 4hex | = | 4dec  | = | 4oct  |  | 0 | 1 | 0 | 0 |  |
|  | 5hex | = | 5dec  | = | 5oct  |  | 0 | 1 | 0 | 1 |  |
|  | 6hex | = | 6dec  | = | 6oct  |  | 0 | 1 | 1 | 0 |  |
|  | 7hex | = | 7dec  | = | 7oct  |  | 0 | 1 | 1 | 1 |  |
|  |      |   |       |   |       |  |   |   |   |   |  |
|  | 8hex | = | 8dec  | = | 10oct |  | 1 | 0 | 0 | 0 |  |
|  | 9hex | = | 9dec  | = | 11oct |  | 1 | 0 | 0 | 1 |  |
|  | Ahex | = | 10dec | = | 12oct |  | 1 | 0 | 1 | 0 |  |
|  | Bhex | = | 11dec | = | 13oct |  | 1 | 0 | 1 | 1 |  |
|  |      |   |       |   |       |  |   |   |   |   |  |
|  | Chex | = | 12dec | = | 14oct |  | 1 | 1 | 0 | 0 |  |
|  | Dhex | = | 13dec | = | 15oct |  | 1 | 1 | 0 | 1 |  |
|  | Ehex | = | 14dec | = | 16oct |  | 1 | 1 | 1 | 0 |  |
|  | Fhex | = | 15dec | = | 17oct |  | 1 | 1 | 1 | 1 |  |
|  |      |   |       |   |       |  |   |   |   |   |  |

- 십진수 환산

다음의 식과 같이 십육진수를 십진수로 환산할 수 있다.
- 십육진수 F32의 십진수 환산
{\displaystyle F32=F\times 16^{2}+3\times 16+2=15\times 16\times 16+3\times 16+2=3840+48+2=3890}
수학식에서 16진수의 뒤에 아래첨자 (16)을 붙여 일반적인 십진수 표기법과 구분할 수 있으며, 컴퓨터 프로그래밍 언어 등에서는 16진수의 앞에 구분자로 0x, x, $, &H 등을 붙여 구분한다.

### 소수의 표기
십육진 소수를 여러의 소인수를 가지는 위치 기수법으로 변환하는 경우에는 십육진수에 그 역수를 곱한 수치가된다.
- 십육진법 0.1 (2-4)
  - 육진법 0.0213 → 213(6) = 51(16)를 곱합니다.
  - 십진법 0.0625 → 625(10) = 271(16)를 곱합니다.
  - 십팔진법 0.1249 → 1249(18) = 19A1(16)를 곱합니다.
  - 십이진법 0.09 → 9를 곱합니다.
  - 이십진법 0.15 → 15(20) = 19(16)를 곱합니다.
- 십육진법 0.01 (2-8)
  - 육진법 0.00050213 → 50213(6) = 19A1(16)를 곱합니다.
  - 십진법 0.00390625 → 390625(10) = 5F5E1(16)를 곱합니다.
  - 십팔진법 0.014E1249 → 14E1249(18) = 290D741(16)를 곱합니다.
  - 십이진법 0.0069 → 69(12) = 51(16)를 곱합니다.
  - 이십진법 0.01B5 → 1B5(20) = 271(16)를 곱합니다.

## 가분성
"10"이되는 십육에는 1을 빼면,약수에 홀수가 포함되어 있지 않기 때문에,십육진수로는 3 분할 및 5 분할 등 홀수 분할 수 없다. 육의 배수도 십의 배수도 나누어 떨어지지 없기 때문에, 단위 분수는 2의 거듭제곱과 1을 제외하고 모든 무한 소수가된다. 따라서 소수의 전개는 "3의 배수"진법 (육진법 등)이나 "5의 배수 "진법 (십진법 등)보다 훨씬 불편하다.
- 1/2 = 0.8
- 1/3 = 0.5555… (육진법 0.2 , 십이진법 0.4 , 십팔진법 0.6)
- 1/4 = 0.4
- 1/5 = 0.3333… (십진법 0.2 , 이십진법 0.4)
- 1/6 = 0.2AAA… (육진법 0.1 , 십이진법 0.2 , 십팔진법 0.3)
- 1/7 = 0.249…
- 1/8 = 0.2
- 1/9 = 0.1C7… (육진법 0.04 , 십이진법 0.14 , 십팔진법 0.2)
- 1/A = 0.1999… (십진법 0.1 , 십이진법 0.2)
- 1/30 = 0.05555… (육진법 0.0043 , 십이진법 0.03 , 십팔진법 0.06D9 ; 육진 분수 1/120, 십진 분수 1/48)
- 1/50 = 0.03333… (십진법 0.0125 , 이십진법 0.05 ; 육진 분수 1/212, 십진 분수 1/80)

## 같이 보기
- 2의 거듭제곱
- 이진법
- 구진법 (중화제, "3의 멱 승수"진법)